# Korsfjärden, Borgå
Korsfjärden är en fjärd i Finland. Den ligger i landskapet Nyland, i den södra delen av landet, 60 km öster om huvudstaden Helsingfors.
Korsfjärden ansluter till Lillpernåviken i norr, Sandsundet i söder och Kärpsundet i sydöst.